# Weldon-Gletscher
Der Weldon-Gletscher (auch bekannt als Weldon-Eisstrom) ist ein Gletscher im ostantarktischen Coatsland. Er mündet mit nordwestlicher Fließrichtung zwischen der Vahselbucht und dem Hayes-Gletscher an der Luitpold-Küste in den südöstlichen Teil des Weddell-Meers.
Entdeckt wurde er im Zuge eines Fluges einer LC-130 der United States Navy am 5. November 1967. Der United States Geological Survey kartierte ihn anhand dabei entstandener Luftaufnahmen. Das Advisory Committee on Antarctic Names benannte ihn 1969 nach Don W. Weldon, Luftbildfotograf bei besagtem Flug.